# Rhinophis erangaviraji
Rhinophis erangaviraji là một loài rắn trong họ Uropeltidae. Loài này được Wickramasinghe Vidanapathirana, Wickramasinghe & Ranwella mô tả khoa học đầu tiên năm 2009.